# The Worst (Jhené Aiko)
The Worst è un singolo della cantautrice statunitense Jhené Aiko pubblicato il 12 novembre 2013 ed estratto dall'EP di debutto Sail Out.

## Descrizione
Il singolo vede la collaborazione del cantante Childish Gambino. È stato prodotto dai The Fisticuffs e scritto dalla cantante assieme a Pharrell Williams, Jay-Z, Chad Hugo, Mac Robinson e Brian Warfield. Campiona il brano del rapper Drake From The Time in collaborazione con la cantante stessa e Excuse Me Miss, singolo di Jay-Z e Pharrel Williams.

## Remix
La canzone è stata remixata da una varietà di artisti. Il primo è del rapper allora quindicenne Jaden Smith, in cui tratta liricamente la "complessità di una relazione".

## Tracce
Download digitale
Testi e musiche di Jhené Chilombo, Pharrell Williams, Shawn Carter, Charles Hugo, Mac Robinson e Brian Warfield.
1. The Worst – 4:14

Download digitale - Remix
1. The Worst (MVSIC Remix) (feat. Jaden) – 4:36

Download digitale - Remix
Testi e musiche di Corey Woods, Ted Smooth.
1. The Worst (Ted Smooth Remix) (feat. Raekwon) – 5:01

## Classifiche
| Classifiche (2013-14)     | Posizione massima |
| ------------------------- | ----------------- |
| Belgio (Fiandre)          | 40                |
| Stati Uniti               | 43                |
| Stati Uniti (R&B/Hip-Hop) | 11                |